# ماريو ريلي
ماريو ريلي (بالإسبانية: Mario Reilly)‏ (مواليد 15 مايو 1905) هو ملاكم أرجنتيني، مثّل بلاده في الألعاب الأولمبية الصيفية 1924.

## روابط خارجية
ماريو ريلي على موقع أوليمبيديا (الإنجليزية)